# Piorrea

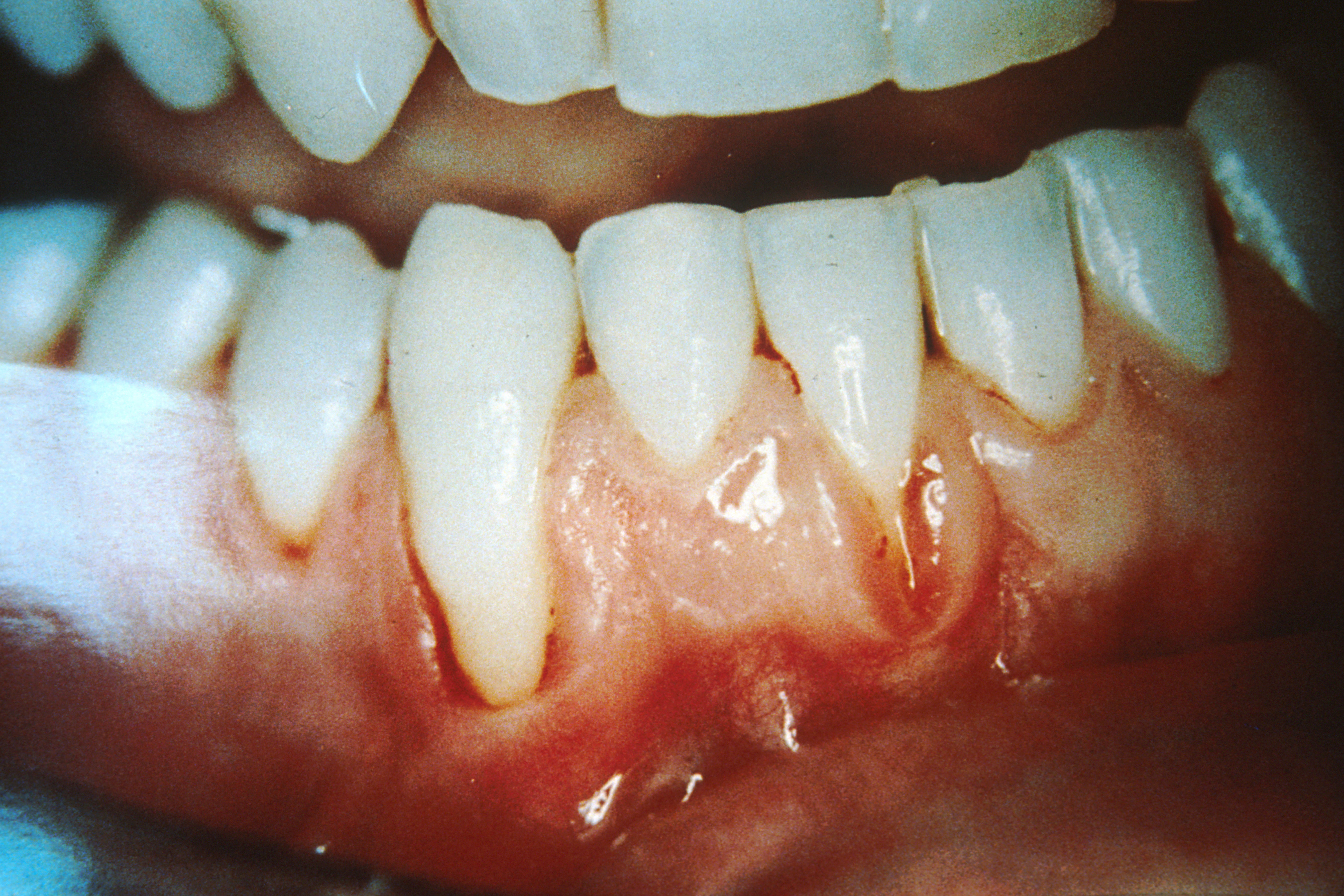
Gengive danneggiate dall'abuso di tabacco masticato

Il termine piorrea (parola di origine greca composta dalle radici πύον, marciume, dunque pus, e ῥοίᾱ, flusso) è un termine tecnicamente desueto in odontoiatria, rimasto soprattutto nel parlare comune. Sta colloquialmente a indicare diverse patologie che interessano il parodonto, cioè quel complesso di tessuti (cemento radicolare, legamento parodontale, osso alveolare) che collegano i denti alle ossa mascellari.

## Eziologia e sintomatologia
Propriamente il termine si riferisce a quel momento terminale della vita di un dente colpito da malattia parodontale, con abbondante fuoriuscita di sangue e pus dal parodonto, spesso mobile rispetto all'osso alveolare ed incapace di svolgere la sua funzione masticatoria. In queste condizioni recuperare un dente (anche se esente da carie) è pressoché impossibile. In queste condizioni di irrecuperabilità, si parla di "parodontopatia espulsiva".
La parodontologia, branca specialistica della odontoiatria, studia diverse forme di parodontopatie. La più frequente è la "malattia parodontale cronica". È soprattutto ad essa che l'igienista dentale o il parodontologo si riferisce quando, per informare il paziente in modo comprensibile, usa il termine piorrea in modo tecnicamente improprio, ma colloquialmente chiaro ai più.
Nella odontoiatria moderna il termine "piorrea" è stato sostituito con "parodontite". Per definizione la parodontite è una malattia ad eziologia batterica ed a patogenesi infiammatoria. È quindi generata da batteri e si evidenzia con tutti i sintomi dell'infiammazione. Segno principale è il sanguinamento delle gengive, presente in un primo momento solo quando le gengive vengono stimolate, poi anche spontaneamente.

### Fattori di rischio
Lo sviluppo dell'infezione che causa la piorrea può essere favorito da scarsa igiene orale, interventi odontoiatrici sbagliati, dal consumo eccessivo di alcol e dal tabagismo.

## Incidenza
Si calcola che almeno dieci milioni di italiani soffrano di tali malattie dopo i trenta anni di età; con l'invecchiamento si perde gengiva aderente all'osso alveolare, a causa sia dell'allontanamento gengivale sia di un fisiologico allungamento dei denti
.

## Patologia infantile
Anche nei bambini questa malattia può insorgere a causa di situazioni anatomiche particolarmente sfavorevoli che agevolano la perdita di gengiva; una scarsa igiene e una infiammazione conseguente possono aggravare le lesioni e richiedere interventi chirurgici, che consistono in trasferimenti di parti di gengiva prelevati lontani dal punto critico per ricostruire una protezione attorno all'osso alveolare.